# 天主教阿西西-諾切勞恩布拉-瓜爾多塔迪諾教區
天主教阿西西-諾切勞恩布拉-瓜爾多塔迪諾教區（拉丁語：Dioecesis Assisiensis-Nucerina-Tadinensis）是天主教會在義大利的一個教區。屬佩魯賈-皮耶韋城總教區。
阿西西教區成立於3至4世紀之間。塔迪諾教區成立於4世紀，在11世紀被併入在5世紀成立的諾切勞教區，並於1915年1月2日易名為諾切勞恩布拉-瓜爾多塔迪諾教區。1974年12月12日，兩個教區由同一位主教牧養。1986年9月30日兩個教座合併並易名至今。
教區包括佩魯賈省東部八市。2012年有教友84,300人，佔轄區總人口95.1%。教區下轄六十三個堂區，有208名司鐸。現任教區主教為道明·索倫蒂諾領銜總主教。
阿西西是方濟會會祖聖五傷方濟的出生地，是著名的朝聖地。